# Speed (comics)
 (décembre 2017).
Si vous disposez d'ouvrages ou d'articles de référence ou si vous connaissez des sites web de qualité traitant du thème abordé ici, merci de compléter l'article en donnant les références utiles à sa vérifiabilité et en les liant à la section « Notes et références ».
Pour les articles homonymes, voir Speed.
Thomas « Tommy » Shepherd, alias Speed, est un personnage de fiction, super-héros appartenant à l'univers de Marvel Comics.

## Histoire
Désirant une famille plus que tout, Wanda Maximoff (« Scarlet Witch »), mariée au synthézoïde Vision, créa deux enfants grâce à ses pouvoirs de modification de la réalité : Thomas et William. Mais lorsque Mephisto, un souverain des enfers, reprend les âmes de ses enfants, elle sombre peu à peu dans la folie. À la suite du Jour M, où Wanda Maximoff élimine les pouvoirs de la majorité de la population mutante, elle crée involontairement deux incarnations : William Kaplan (« Asgardian », puis « Wiccan »), possédant des pouvoirs similaires aux siens ainsi que Thomas Shepherd (« Speed ») pouvant se déplacer à des vitesses extraordinaires, tout comme Pietro Maximoff (« Quicksilver ») .

## Young Avengers
À l’adolescence, Thomas Shepherd est emprisonné pour vandalisme. Peu après, Iron Lad (version passée de Kang le conquérant) réunit une équipe de jeunes héros semblables au Avengers pour combattre le futur Kang. Les Young Avengers sont composés d’Iron Lad (puis Vision II à la suite de la fusion de son armure avec Vision I), Wiccan, Hulkling et Patriot, vite rejoints par Hawkeye (Kate Bishop) et Stature. Après le départ de Patriot et l’attaque du Super-Skrull, ils libèrent Thomas de sa prison pour en faire un nouveau membre : « Speed ». Le Super-Skrull leur apprend aussi que Wiccan et lui sont jumeaux et fils de Wanda Maximoff. Si William accepte cette déclaration, Thomas, lui, n’y croit pas. Mais ils découvriront qu'ils sont réellement liés.
Sans nouvelle de leur « mère », les jumeaux partent à sa recherche avec l’aide de leur « oncle » Vif-Argent et de leur « grand-père » Magnéto. Ils retrouvèrent une Wanda ayant perdu souvenirs et pouvoirs et fiancée au Docteur Fatalis. Lors d’un affrontement contre celui-ci, les Young Avengers subissent la perte de Stature et Vision II, ainsi que le départ d’Iron Lad. Le reste de l’équipe décide donc de se séparer définitivement. Speed devient employé d’une compagnie privée d’électronique jusqu’à ce que celle-ci soit attaquée. Il retrouve le coupable avec l’aide de son ami mutant David Alleyne, mais l’homme en fuite le fait disparaitre mystérieusement.

## Pouvoirs et costume
Il possède la super-vitesse, comme son « oncle » Quicksilver. Il a également la faculté d'accélérer et déstabiliser la matière atomique notamment pour la faire exploser.
Son costume est vert et s'inspire de celui de Vif-Argent.

## Apparition dans d'autres médias
Speed est un personnage jouable dans le jeu vidéo Lego Marvel's Avengers.
Il apparaît également (comme son frère William / « Wiccan ») dans la série de l'univers cinématographique Marvel diffusée sur Disney+ WandaVision, où il est interprété par Gavin Borders (à 5 ans) puis par Jett Klyne (à 10 ans). Il revient sous les traits des mêmes acteurs dans le film Doctor Strange In The Multiverse of Madness qui se déroule juste après l’intrigue de No Way Home et de WandaVision . 